# يوهان توزغار
يوهان توزغار (بالفرنسية: Yoann Touzghar)،هو لاعب كرة قدم تونسي متحصل على الجنسية الفرنسية. ينشط مع ناديه لنس الفرنسي منذ سنة 2010 في خطة مهاجم.

## المنتخب التونسي
تحصل يوهان توزغار على الجنسية التونسية في ديسمبر 2014 وذلك ليتمكن من اللعب مع الفريق التونسي في نهائيات كأس إفريقيا للأمم، ولكنه لم يلتحق بالمنتخب بسبب رفض مدرب فريقه لنس.

## روابط خارجية
- يوهان توزغار على موقع قاعدة بيانات كرة القدم.إي يو (الإنجليزية)
- يوهان توزغار على موقع ناشيونال فوتبول تيمز (الإنجليزية)
- يوهان توزغار على موقع Soccerway.com (الإنجليزية)
- يوهان توزغار على موقع AS.com (الإسبانية)